# Monkey River Town
Monkey River Town är en ort i Belize.   Den ligger i distriktet Toledo, i den södra delen av landet, 100 km söder om huvudstaden Belmopan. Monkey River Town ligger 8 meter över havet och antalet invånare är 200.
Terrängen runt Monkey River Town är mycket platt. Havet är nära Monkey River Town åt sydost. Trakten är glest befolkad. Det finns inga andra samhällen i närheten. 